# Hříšní lidé města brněnského
Hříšní lidé města brněnského jsou český kriminální televizní seriál z roku 1998 režiséra Jiřího Sequense natočený jako brněnská obdoba jeho známého historického kriminálního seriálu Hříšní lidé města pražského nebo navazujícího Panoptika města pražského (toho v režii Antonína Moskalyka), vycházejících z povídek Jiřího Marka. Tentokrát se scenárista inspiroval historickými brněnskými policejními záznamy a novinovými články. Hlavní role v celém díle představují: brněnský policejní rada Melichar (protějšek pražského rady Vacátka) a tým policejních detektivů. Děj se odehrává v Brně 20. let 20. století a jednotlivé epizody zobrazují vyšetřování různých kriminálních deliktů.

## Obsazení

### Hlavní role
| Ladislav Lakomý     | policejní rada Melichar |
| Saša Rašilov mladší | doktor Zdeněk Šimek     |
| Erik Pardus         | detektiv Havlíček       |
| Jan Grygar          | detektiv Vojta          |

### Vedlejší role vystupující ve více dílech
| Zdeněk Dvořák     | strážník Macháček      |
| Ladislav Kolář    | policejní lékař Malina |
| Jiří Smutný       | strážník Hrůza         |
| Jindřich Světnica | číšník Franc           |

### Vedlejší role
| Hana Maciuchová          | Zita                            |
| Svatopluk Skopal         | Vilém                           |
| Jana Hlaváčová           | hospodyně Kadeřábková           |
| Jan Čenský               | zpěvák Roby                     |
| Martin Huba              | hoteliér Benczic                |
| Jiří Dvořák              | Frici Meissner                  |
| Jiří Schmitzer           | Dlouhoprsťák Sepl               |
| Jana Janěková            | zpěvačka Christl                |
| Jaroslava Kretschmerová  | Erna Ziegenfussová              |
| Stanislav Fišer          | harmonikář Ferda                |
| Jiří Tomek               | Teodor Brabenec                 |
| Jaroslav Dufek           | bankéř Meissner                 |
| Barbora Kodetová         | Lily Košvancová                 |
| Marián Labuda            | velkouzenář Košvanec            |
| Kateřina Hrachovcová     | Poldinka Soukupová              |
| Helena Trýbová           | Suková - Poldina matka          |
| Zdena Herfortová         | Košvancová                      |
| Miroslav Vladyka         | Ctirad Laštůvka                 |
| Michal Dlouhý            | Jáchym Kroupa                   |
| Stanislav Zindulka       | citerista Hanzi                 |
| Andrea Elsnerová         | Inka Zámečníková                |
| Zdeněk Junák             | mistr na jatkách                |
| Nikola Syslová           | zahradnice Rychtářová           |
| Jan Cigánek              | strážník Ryba                   |
| Ladislava Dujsíková      | Moravcová - sekretářka Košvance |
| Igor Ondříček            | Ríša Motl                       |
| Jan Apolenář             | zpěvák v lokále Flédyna         |
| Jiří Balcárek            | řezník Benetka                  |
| Jiří Brož                | doktor Kalina                   |
| Gabriela Pyšná           | Klára Meissnerová               |
| Pavel Kunert             | vrátný Kratina                  |
| Petr Drozda              | řezník Roura                    |
| Josef Jurásek            | taxikář před barem Villon       |
| Tomáš Racek              | seminarista Jarda               |
| Aleš Jarý                | číšník v baru Villon            |
| Ondřej Mikulášek         | metař                           |
| Jaroslav Kuneš           | domovník Jan Hromádko           |
| Jan Leflík               | osvětlovač                      |
| Ludmila Čermáková        | blondýnka s copánky             |
| Danuše Klichová          | vychovatelka u Meissnerů        |
| Alena Sasínová-Polarczyk | Miriam Brichtová                |
| Petra Výtvarová          | služka u Brichtové              |
| Václav Babka             | mlékař Flídr                    |
| Josef Kobr               | domovník u Meissnerů            |
| Milan Šulc               | antikvář Samek                  |

### Dále hráli
- Ludvík Křeček
- Josef Mazur
- Jan Merčák
- Jiří Šmákal
- Eva Jelínková
- Drahomíra Kočová
- Jana Kokotková
- Ilja Kreslík
- Ladislav Mareček
- Lumír Peňáz
- Karel Riegel
- Viktor Sova
- Miroslav Výlet

## Seznam dílů
| Pořadí v seriálu | Pořadí v řadě | Název                           | Režie        | Scénář       | Délka    | Datum premiéry |
| --- | ------------- | ------------------------------- | ------------ | ------------ | -------- | -------------- |
| 1 | 1             | Sólokapr                        | Jiří Sequens | Jiří Sequens | 69 minut |                |
| Hosté: Hana Maciuchová (Zita), Svatopluk Skopal (Vilém), Jana Hlaváčová (hospodyně Kadeřábková), Jan Čenský (zpěvák Roby), Martin Huba (hoteliér Benczic)                                                                                                   |               |                                 |              |              |          |                |
| 2 | 2             | Pekelný stroj                   | Jiří Sequens | Jiří Sequens | 73 minut |                |
| Hosté: Jiří Dvořák (Frici Meissner), Jiří Schmitzer (Dlouhoprsťák Sepl), Jana Janěková (zpěvačka Christl), Jaroslava Kretschmerová (Erna Ziegenfussová), Stanislav Fišer (harmonikář Ferda), Jiří Tomek (Teodor Brabenec), Jaroslav Dufek (bankéř Meissner) |               |                                 |              |              |          |                |
| 3 | 3             | Záhadné zmizení Lily Košvancové | Jiří Sequens | Jiří Sequens | 75 minut |                |
| Hosté: Barbora Kodetová (Lily Košvancová), Marián Labuda (velkouzenář Košvanec), Kateřina Hrachovcová (Poldinka Soukupová), Zdena Herfortová (Košvancová)                                                                                                   |               |                                 |              |              |          |                |
| 4 | 4             | Hluboká propast                 | Jiří Sequens | Jiří Sequens | 59 minut |                |
| Hosté: Miroslav Vladyka (Ctirad Laštůvka), Michal Dlouhý (Jáchym Kroupa), Stanislav Zindulka (citerista Hanzi), Andrea Elsnerová (Inka Zámečníková), Zdeněk Junák (mistr na jatkách), Nikola Syslová (zahradnice Rychtářová)                                |               |                                 |              |              |          |                |

## Související díla
Děj se odehrává přibližně v době dalšího seriálu režiséra Jiřího Sequense:
Hříšní lidé města pražského z roku 1968 a dodatečné samostatné televizní epizody Štědrý večer pana rady Vacátka z roku 1972.
O desetiletí později se odehrává související (opět pražský) seriál Panoptikum města pražského z roku 1986 v režii Antonína Moskalyka.
Do stejného fikčního světa patří též celovečerní filmy Jiřího Sequense:
- Pěnička a Paraplíčko (1970)
- Partie krásného dragouna (1970)
- Vražda v hotelu Excelsior (1971)
- Smrt černého krále (1972)